# باول بي. فاي
باول بي. فاي (بالإنجليزية: Paul B. Fay)‏ هو ضابط أمريكي، ولد في 8 يوليو 1918 في سان فرانسيسكو في الولايات المتحدة، وتوفي في 23 سبتمبر 2009 في ووودسيد في الولايات المتحدة بسبب مرض آلزهايمر.